# Pionierdenkmal (Dresden)

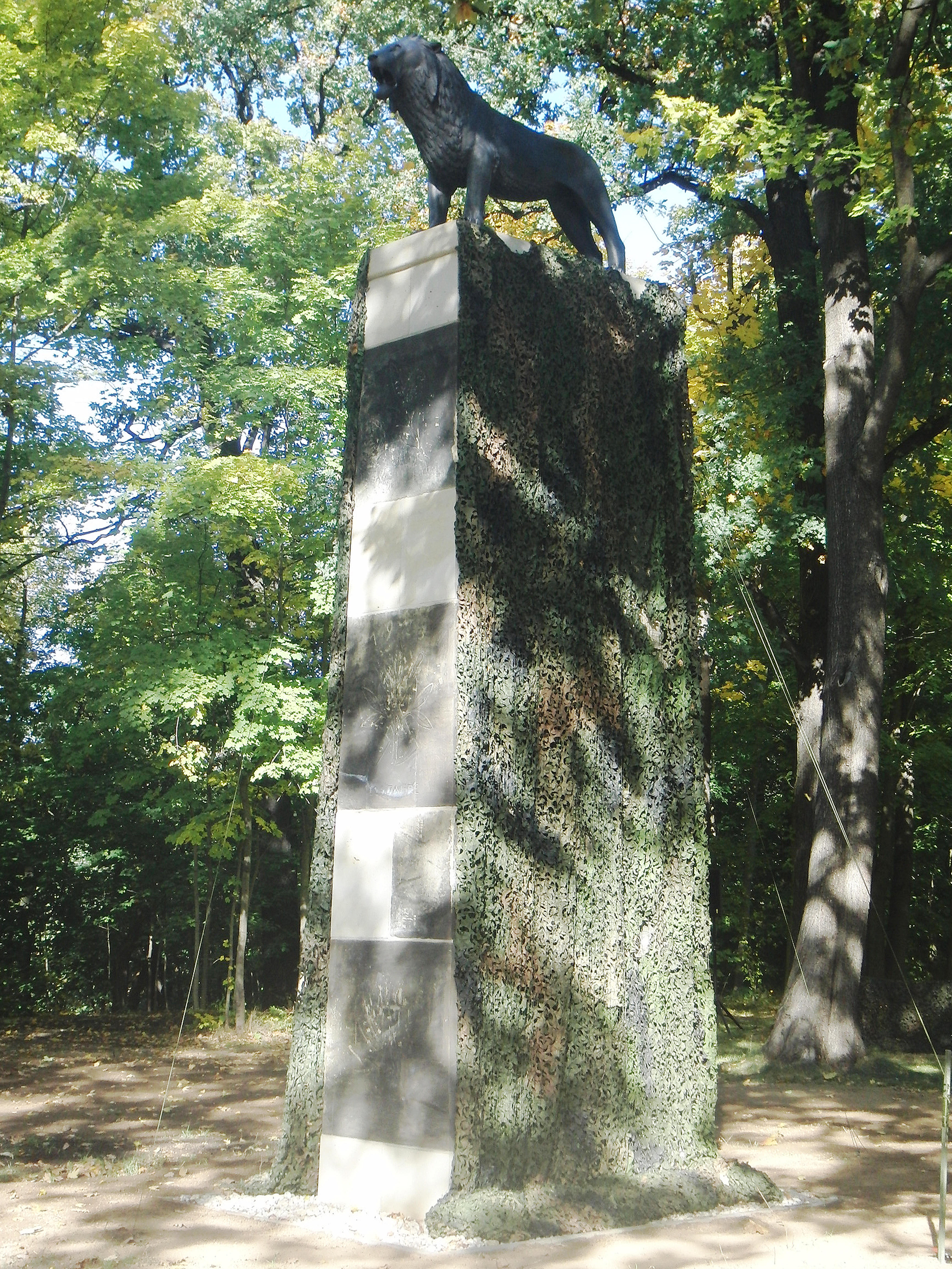
Pionierdenkmal 2012

Das Pionierdenkmal in Dresden ist ein 1923 aufgestelltes Denkmal, das sich ursprünglich am ehemaligen Gondelhafen an der Brühlschen Terrasse unterhalb des Moritzmonuments am Terrassenufer befand. Nach seiner Zerstörung 1947 wurden die Reste 1990 wiederentdeckt, was zu einer Rekonstruktion und 2012 zur Wiederaufstellung führte.

## Standort
Das Pionierdenkmal befand sich bis 1947 in der Dresdner Innenstadt an der Brühlschen Terrasse am Terrassenufer von einem Zierzaun umgeben zwischen Moritzmonument und Bastion am Hasenberg. Es erinnerte an die Treue zu König, Kaiser, Vaterland und die Pflichterfüllung sowie die Gefallenen der ehemaligen Pioniere in deren 225-jähriger Geschichte und hauptsächlich an die über 4000 gefallenen Pionier-Bataillonangehörigen im Ersten Weltkrieg.
Das Denkmal ist gelistet in Kulturdenkmale im Freistaat Sachsen – Denkmaldokument der Stadt Dresden, Obj.-Dok.-Nr 09305521.

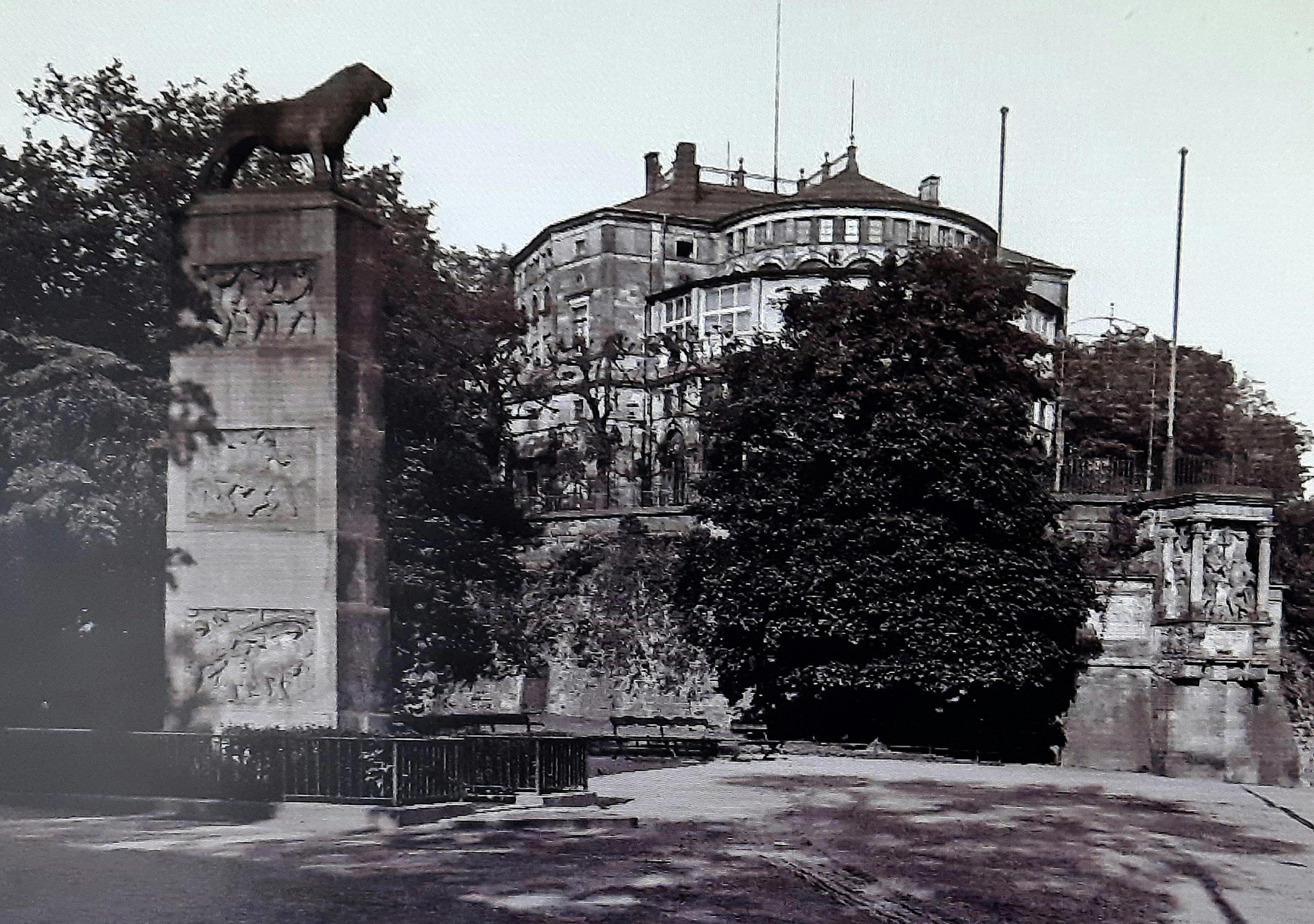
Pionierdenkmal um 1928

## Planung und Ausführung
Der sächsische Herrscher Kurfürst August der Starke erhob 1698 die Pioniere seiner Armee in den Stand eines selbstständigen Truppenteils, der neben militärischen Einsätzen auch für zivile Dienste eingesetzt wurde. 
Den Auftrag für ein Denkmal erteilten die Angehörigen der Sächsisch-Königlichen Pionierbataillone Nummer 12 und 22 mit den dazugehörigen Feldformationen, der Scheinwerfer- und Minentruppen. Ein Denkmalausschuss unter dem Vorsitzenden Dr. Hammitzsch wählte aus über 84 eingereichten Vorschlägen den des Bildhauers und Absolventen der Akademie der Bildenden Künste in Dresden Hermann Kress aus Stuttgart (damals nannte er sich auch Hermann Greß).

## Beschreibung
Das Denkmal, eine obeliskähnliche rechteckige Steinsäule aus Pirnaer Sandstein, hatte eine Höhe von 6 Metern. An den Breitseiten sind jeweils drei Reliefbilder eingemeißelt. Sie zeigen das Wirken der Pioniere in Friedens- und Kriegszeiten zu Wasser und Land. Zwischen den künstlerischen Arbeiten befindet sich folgender Wortlaut:
An der Westseite:
Über zwei Jahrhunderte lang in wechselvollem Schicksal des Landes bewährt, bauten die Sächs. Pioniere Festungen, Wege und Brücken. Schufen in großer Zeit Schutz und Wehr als Helfer und Kämpfer zu Wasser und zu Lande.
An der Ostseite:
1914 – 1918 gefallenen 4000 sächsischen Pionieren und Minenwerfer errichteten dankbare Kameraden in der schweren Not des Jahres 1923 dieses Ehrenmal.
An den schmaleren Vorder- und Hinterseiten sind als Flachrelief Lorbeerzweige mit Kreuzhacke sowie Spaten und Anker (Schanzzeug) bzw. ein Reiterbild Augusts des Starken dargestellt.
Das Denkmal war mit einem eisernen Löwen bekrönt, nach dem Vorbild des Braunschweiger Löwen. Die Figur wurde in den Werkstätten in Lauchhammer hergestellt. Ein im Jahr 1986 entstandener Bronzeabguss der Löwenplastik befindet sich nach Überarbeitung des Bildhauers Eberhard Wolf seit Juli 2000 im Garten des Kinderhauses Friedrichstraße 38/40.
Der Aufstellungsort im ehemaligen Gondelhafen an der Brühlschen Terrasse am Terrassenufer erinnerte zugleich an den einstigen Übungsplatz und Standort des Dresdner Pionier- und Brückentrains.

## Einweihung
Das Pionierdenkmal wurde am 17. Juni 1923, anlässlich des 225. Jahrestages der Aufstellung der sächsischen Pioniere als eigenständige Truppengattung und in ehrendem Gedenken an 4421 im Ersten Weltkrieg gefallene Soldaten der Pioniertruppe, am Terrassenufer unterhalb des Moritzmonuments eingeweiht. Die Einweihung des Ehrenmals für die gefallenen Pioniere des Ersten Weltkrieges in Dresden fand unter großer Anteilnahme der Dresdner Bevölkerung statt. Unter den Ehrengästen befanden sich ehemalige Regimentsangehörige, das sächsische Offizierskorps mit Veteranen und Delegationen der sächsischen Militärvereine sowie Angehörige der Gefallenen. Nach Ende des Liedes Ambrosianischer Lobgesang von Voigt, gespielt von der Kapelle des Artillerieregiments 4, übergab Baumeister Fiedler das Denkmal den Sächsischen Pionieren, in deren Namen es der Ehrenvorsitzende Oberstleutnant Lamer übernahm. Er dankte den Spendern und Beteiligten, der Bauleitung, dem Künstler Hermann Kress und dem Finanzministerium, das den Grund und Boden zur Verfügung gestellt hatte. Im Auftrag des ehemaligen Sächsischen Königshauses legte der General von Eulitz einen Kranz nieder.

## Entfernung und Abriss
In der Liste B der Zentralverwaltung des Rates der Stadt Dresden vom Mai 1946 wurde das Pionierdenkmal mit weiteren 19 Ehrenmalen aufgelistet und unter anderen mit dem Vermerk „Künstlerisch wertvoll. Verbleibt am Ort“ eingestuft. Jedoch ein Jahr später erfolgte der unbegründete Abriss des Denkmals als Beseitigung aller militärischen Sachzeugen im öffentlichen Raum. Einige Teile wurden durch engagierte Trümmerhelfer gerettet und im Lapidarium der Brühlschen Terrasse eingelagert. Die restlichen Sandsteine wurden zerschlagen und vermutlich zur Stabilisierung des Terrassenufers in der Elbe versenkt. Die Löwenskulptur wurde an der Altstädter Brückenauffahrt zur Albertbrücke vom Jahr 1953 bis zum Jahr 1970 aufgestellt.

## Wiedergeburt des Denkmals

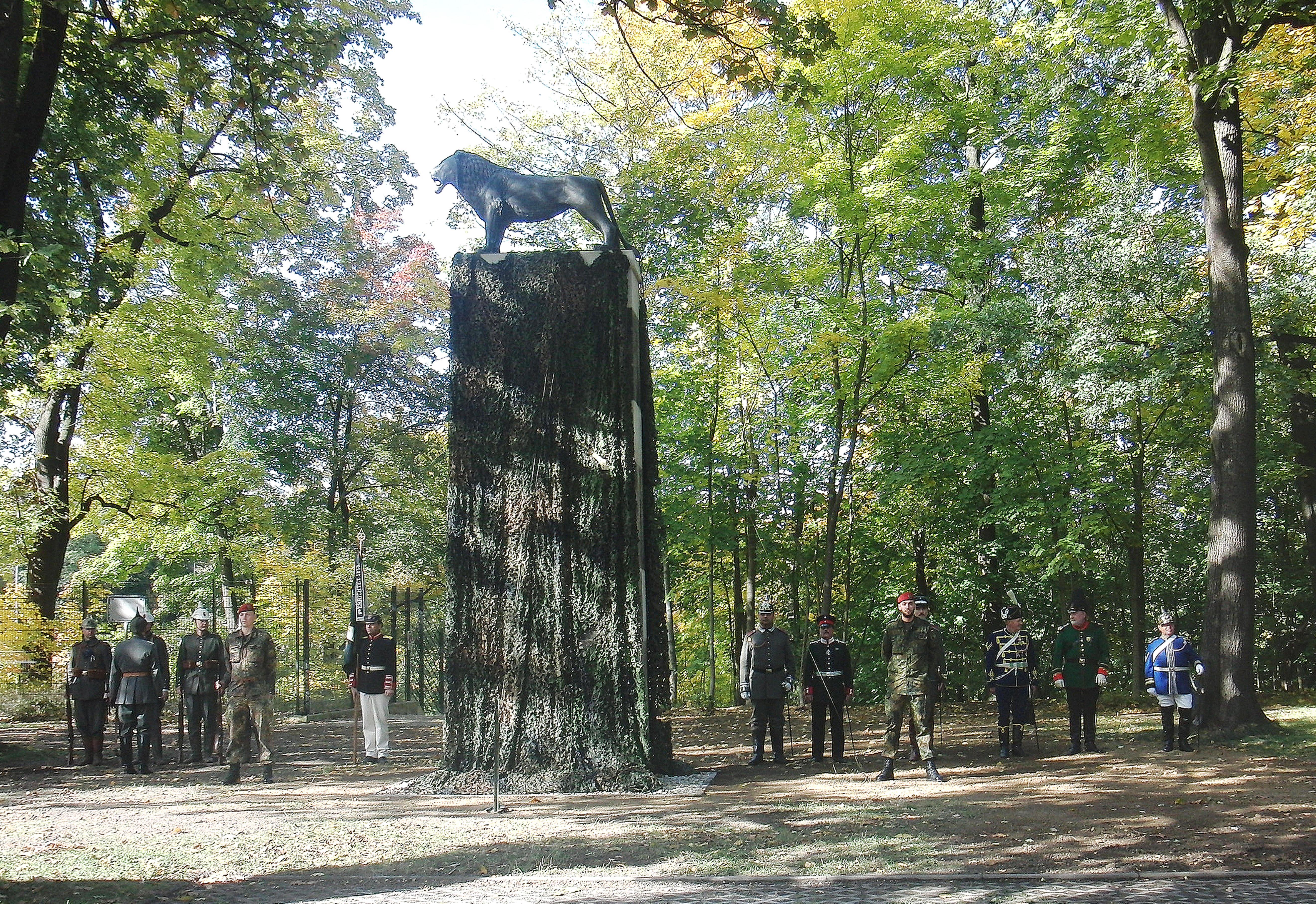
Ehrenformation zur Einweihung, 2012

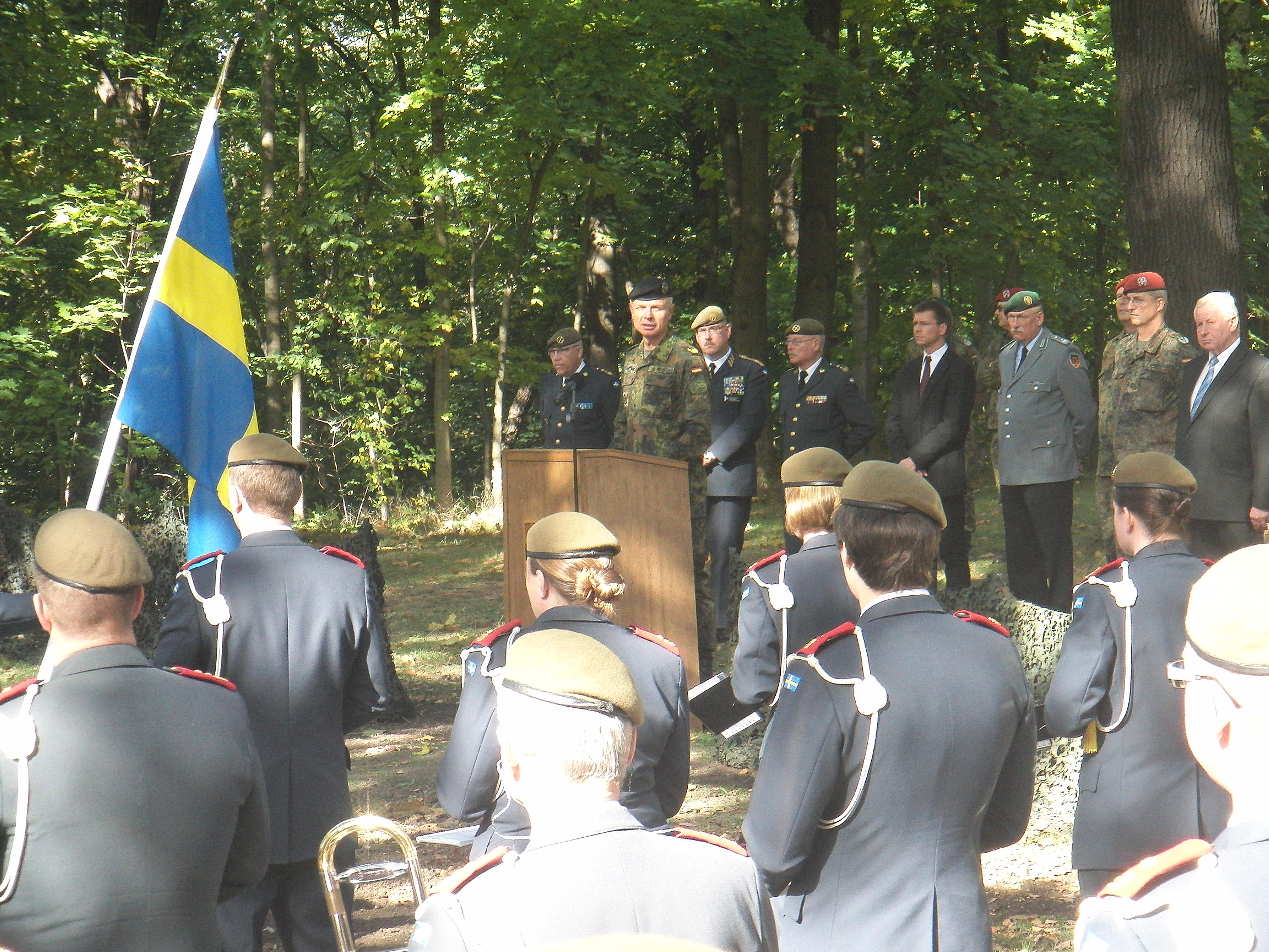
Einweihungszeremonie, 2012

Im Jahr 1990 bemerkten Mitarbeiter der Heeresoffiziersschule Dresden bei ihrer Recherche zum Pionierdenkmal den Hinweis zu den Fragmenten des Denkmals in der Brühlschen Terrasse am Terrassenufer. Umgehend wurde die Rekonstruktion und Restaurierung in die Wege geleitet. Eine Wiederaufstellung des Pionierdenkmals wurde in der Albertstadt auf dem Gelände der Heeresoffiziersschule Dresden geplant. Beteiligt an diesem Objekt waren Pioniere, Pionierstabsoffiziere und Stabsoffiziere der Heeresoffiziersschule Dresden, das Amt für Kultur- und Denkmalschutz, die Firma IHT Böttcher, Steinschmiede Sachsen Schmidt & Wiede OHG, Restaurierung und Handwerk Gießerei Ostmann & Hempel GmbH sowie der Bund Deutscher Pioniere als Stifter des neuen Infoschildes am Denkmal. Am 13. Oktober 2012 wurde das Denkmal unter reger Anteilnahme der Bevölkerung auf dem neuen Standplatz im Eingangsbereich des OSH an der Stauffenbergallee wieder eingeweiht.